# Медаль «За розвиток військового співробітництва»
Медаль «За розвиток військового співробітництва» — відомча заохочувальна відзнака Міністерства оборони України.
Медаль є аналогом нагрудного знаку, що входив до діючої до 2012 року попередньої системи відзнак Міністерства оборони України.

## Історія нагороди
Наказом Міністерства оборони України № 705 від 9 грудня 2015 року були встановлені медалі «За зміцнення обороноздатності», «За розвиток військового співробітництва», «Захиснику України», «За сприяння Збройним Силам України».

## Статут
Відзнакою — медаль «За розвиток військового співробітництва» — нагороджуються особи старшого та вищого офіцерського складу, працівники Збройних Сил України, а також інші особи за вагомий внесок у справу розвитку співробітництва у військовій сфері, підтримання миру та дружніх відносин між збройними силами держав.
Відомча заохочувальна відзнака Міністерства оборони України — медаль «За розвиток військового співробітництва» (далі — медаль) виготовляється з жовтого металу і має форму багатопроменевої зірки з розбіжними променями, у центрі якої у круглому медальйоні розміщено емблему Збройних Сил України на тлі стилізованого зображення земної кулі. Медальйон обрамлено вінком з калинових, дубових, лаврових гілок і військових козацьких атрибутів. Вертикальні та горизонтальні промені зірки залито бордовою емаллю.
Розмір медалі — 50×50 мм.
Зворотний бік медалі — плоский, з написом «За розвиток військового співробітництва».
Усі зображення і написи рельєфні.
Стрічка медалі шовкова муарова бордового кольору з поздовжніми смужками синього, жовтого та блакитного, чорного, зеленого, бордового кольорів. Ширина синьої і жовтої смужок — по 3 мм кожна, блакитної, жовтої, чорної, зеленої та бордової — по 2 мм кожна.